# Albairate
Albairate é uma comuna italiana da região da Lombardia, província de Milão, com cerca de 4.152 habitantes. Estende-se por uma área de 14 km², tendo uma densidade populacional de 297 hab/km². Faz fronteira com Corbetta, Cisliano, Cassinetta di Lugagnano, Gaggiano, Abbiategrasso, Vermezzo.

## Demografia
| Variação demográfica do município entre 1861 e 2011                               |
|                                                                                   |
| Fonte: Istituto Nazionale di Statistica (ISTAT) - Elaboração gráfica da Wikipedia |